# غران تورزمو 3
غران تورزمو 3 (بالإنجليزية: Gran Turismo 3: A-Spec) ، هي لعبة فيديو إلكترونية من نوع سباق السيارات، أنتجت شركة بوليفوني ديجيتال اليابانية سنة 2001م، وهي الجزء الثالث من سلسلة غران توريزمو.

## وصلات خارجية
- غران تورزمو 3 على موقع IMDb (الإنجليزية)

- Gran Turismo Official Website
- Gran Turismo 3: A-Spec Microsite
- Gran Turismo 3:  A-Spec على موبي غيمز
- Gran Turismo 3:  A-Spec على موقع غيم فاكس